# Пуста-Воля
Пуста-Воля (пол. Pusta Wola) — село в Польщі, у гміні Сколишин Ясельського повіту Підкарпатського воєводства.
Населення — 267 осіб (2021).
У 1975-1998 роках село належало до Кросненського воєводства.

## Демографія
Демографічна структура станом на 2021 рік:
|          | Загалом | Допрацездатний вік | Працездатний вік | Постпрацездатний вік |
| -------- | ------- | ------------------ | ---------------- | -------------------- |
| Чоловіки | 128     | 28                 | 82               | 18                   |
| Жінки    | 139     | 25                 | 79               | 35                   |
| Разом    | 267     | 53                 | 161              | 53                   |